# Бэнкхед, Уильям Брокмен
Уильям Брокмен Бэнкхед (англ. William Brockman Bankhead; 12 апреля 1874, округ Ламар, Алабама — 15 сентября 1940, Вашингтон) — американский политик. Отец актрисы Таллулы Бэнкхед.
Происходил из рода, принадлежавшего к американской политической элите: сенаторами были его дед, его отец, его брат.

## Биография
Изучал право в Университете Алабамы, а затем в Джорджтаунском университете (окончил в 1895 г.). Практиковал как юрист в городе Хантсвилл, избирался в законодательное собрание штата. В 1917 году Бэнкхед был избран в Палату представителей Конгресса США от штата Алабама и не покидал этого поста до самой смерти, а с 1936 года являлся также спикером палаты.
Бэнкхед принадлежал к Демократической партии. Активно поддерживал «Новый курс» Франклина Рузвельта, особенно в части легализации деятельности профсоюзов.